# Nailbomb
Nailbomb fue una banda de groove metal y metal industrial. Se formó como un proyecto paralelo del músico brasilero Max Cavalera de Sepultura, Cavalera Conspiracy y Soulfly y el músico inglés Alex Newport de Fudge Tunnel. La banda grabó un disco de estudio, Point Blank, y tocó una vez en vivo antes de separarse.

## Historia
Nailbomb aceptó a otros músicos para tocar como invitados, incluyendo a D.H. Peligro (Dead Kennedys), el hermano de Max Cavalera, Igor Cavalera (cofundador de Sepultura), y el guitarrista Dino Cazares (cofundador y guitarrista de Fear Factory). Grabaron su único álbum de estudio a la fecha, llamado Point Blank en 1994 bajo el sello Roadrunner Records. El segundo álbum de Nailbomb, Proud to Commit Commercial Suicide, fue una grabación en vivo de la banda durante su aparición en el Dynamo Open Air Festival de 1995, en Eindhoven, Países Bajos.
El 14 de agosto de 2024, Max Cavalera anunció que Nailbomb se reunirá para su primer y único espectáculo en 29 años como parte del "Max Cavalera Dynasty Show", que se llevará a cabo en el Marquee Theatre en Tempe, Arizona. Además de Cavalera, la alineación para este espectáculo estará formada por su hijo Igor y Travis Stone, ambos en la guitarra, el bajista Johny Chow y el sampler Alex Cha, todos en reemplazo de Newport, y el baterista Adam Jarvis.

## Miembros
Miembros
- Max Cavalera – (Sepultura, Cavalera Conspiracy, Soulfly) – vocales, guitarra, bajo, samples
- Alex Newport – (Fudge Tunnel, Theory of Ruin) – vocales, guitarra, bajo, samples

Músicos de estudio
- Igor Cavalera (Sepultura, Cavalera Conspiracy) – percusión
- Andreas Kisser (Sepultura) – guitarra
- Dino Cazares (Fear Factory, Brujería, Divine Heresy) – guitarra

Músicos en vivo
- Igor Cavalera (Sepultura, Cavalera Conspiracy) – percusión
- D.H. Peligro (Dead Kennedys) – percusión
- Evan Seinfeld (Biohazard, Damnocracy) – bajo
- Rhys Fulber (Front Line Assembly, Delerium) – teclado
- Barry C Schneider (Tribe After Tribe) – percusión
- Scoot (Doom) – bajo
- Dave Edwardson (Neurosis) - vocales, bajo
- Richie Bujnowski (Wicked Death) – guitarra

## Discografía
Álbumes de estudio
- Point Blank (1994, Roadrunner, 2004 regrabado y relanzado con seis canciones extras) - UK n.º 62[5]

Álbumes en vivo
- Proud to Commit Commercial Suicide (1995, Roadrunner)

DVD
- Live at Dynamo (DVD, 22 de noviembre de 2005)

Compilaciones
- The heart of Roadrunner Records (2003, The All Blacks B.V.) (La canción lanzada fue Wasting Away)
- To Die For (1995, Columbia Pictures Industries) (La canción lanzada fue Wasting Away)